# Hrabstwo Henderson (Kentucky)

Piramida wieku hrabstwa

Hrabstwo Henderson – hrabstwo w USA, w stanie Kentucky. Według danych z 2000 roku, hrabstwo zamieszkiwało 44829 osób. Siedzibą hrabstwa jest Henderson.

## Miasta
- Corydon
- Henderson
- Robards
- Spottsville (CDP)